# 林上元
林上元（1924年2月—），男，汉族，湖北新洲人，中华人民共和国政治人物，中国国民党革命委员会党员，第十、第十一、第十二届全国政协委员。现任民革中央顾问、黄埔军校同学会会长、中国和平统一促进会顾问。

## 生平
2008年，当选第十一届全国政协委员，代表特别邀请人士，分入第五十七组。